# Quá trình tự phát
Trong nhiệt động lực học, một quá trình tự phát là một quá trình xảy ra mà không cần tới vật chất hay năng lượng điện cấp vào hệ. Một quá trình tự phát trong một hệ cô lập (không có trao đổi vật chất và năng lượng với xung quanh) được đặc trưng bởi sự tăng trong entropy. Một quá trình tự phát ở nhiệt độ không đổi trong một hệ kín (không có trao đổi vật chất nhưng vẫn có trao đổi năng lượng) được kèm theo một sự giảm trong năng lượng tự do của hệ và diễn biến thời gian tiến tới một trạng thái ổn định hơn về nhiệt động lực học (tiến gần hơn tới cân bằng nhiệt động lực học). Hàm năng lượng tự do Gibbs giảm đối với một quá trình tự phát bất kỳ xảy ra ở nhiệt độ và áp suất không đổi, trong khi biến thiên của hàm năng lượng tự do Helmholtz là âm đối với một quá trình tự phát bất kỳ xảy ra ở thể tích và nhiệt độ không đổi. Những kết luận này được rút ra trực tiếp từ định luật thứ hai của nhiệt động lực học.
Một số quá trình tự phát, chẳng hạn băng nóng chảy ở 5 oC, xảy ra với năng lượng nhiệt cấp vào, một số khác, chẳng hạn sự ngưng tụ của hơi nước ở dưới điểm sôi cân bằng, xảy ra với năng lượng cơ học cấp vào (công nén hơi nước). Tuy nhiên, các quá trình được duy trì bởi năng lượng điện cấp vào, chẳng hạn sự điện phân, không phải là tự phát. Một quá trình tự phát là không thuận nghịch theo nghĩa chặt về mặt nhiệt động lực học. Một phản ứng tự phát là một phản ứng hóa học và là quá trình tự phát dưới điều kiện đang xét.
Nói chung, một quá trình (giả thuyết hay thực tế) với một sự giảm năng lượng tự do được dự tính ở một nhiệt độ không đổi thì được gọi là tự phát. Theo cách hiểu này, tính tự phát của một quá trình chỉ quyết định liệu quá trình đó có thể xảy ra hay không, nhưng không chỉ ra rằng liệu nó sẽ xảy ra. Nói cách khác, tính tự phát là một điều kiện cần, nhưng không đủ để một quá trình có thực sự xảy ra. Hơn nữa, tính tự phát cũng không dẫn đến tốc độ mà một quá trình tự phát có thể xảy ra. Một ví dụ là quá trình kim cương biến đổi thành than chì là một quá trình tự phát ở nhiệt độ và áp suất thường. Mặc dù là tự phát, quá trình này không xảy ra bởi vì năng lượng cần thiết để phá vỡ các liên kết mạnh giữa các nguyên tử cacbon lớn hơn giải phóng năng lượng tự do.
Mặt khác, một quá trình được dự tính sẽ dẫn đến một sự tăng năng lượng tự do ở nhiệt độ và áp suất (hoặc thể tích) không thể xảy ra dưới điều kiện đang xét nếu không có năng lượng điện cấp vào.

## Sử dụng năng lượng tự do để xét tính tự phát
Đối với một quá trình xảy ra ở nhiệt độ và áp suất không đổi, tính tự phát (theo suy luận ngược nêu ở trên) có thể được xác định dựa vào biến thiên trong năng lựong tự do Gibbs, được cho bởi công thức:
{\displaystyle \Delta G=\Delta H-T\Delta S\,,}
trong đó dấu của ΔG phụ thuộc vào dấu của biến thiên entanpi (ΔH) và entropy (ΔS). Dấu của ΔG sẽ thay đổi từ dương sang âm (hay ngược lại) ở nhiệt độ bằng T = ΔH/ΔS.
Trong những trường hợp mà ΔG là:
- âm, quá trình là tự phát và có thể diễn ra theo chiều thuận như được mô tả.
- dương, quá trình là không tự phát như được mô tả, nhưng nó có thể xảy ra tự phát theo chiều ngược lại.
- bằng 0, quá trình đang cân bằng, không có sự thay đổi tổng thể nào diễn ra theo thời gian.

Những quy tắc này có thể được sử dụng để xác định bốn trường hợp riêng biệt bằng cách xét dấu của ΔS và ΔH.
- Khi ΔS > 0 và ΔH < 0, biến thiên năng lượng tự do luôn âm, quá trình tỏa nhiệt và tự phát như mô tả, ở nhiệt độ bất kỳ.
- Khi ΔS < 0 và ΔH > 0, biến thiên năng lượng tự do luôn dương, quá trình không thể là tự phát, nhưng quá trình ngược lại luôn là tự phát.
- Khi ΔS > 0 và ΔH > 0, quá trình thu nhiệt sẽ là tự phát ở nhiệt độ cao và không tự phát ở nhiệt độ thấp.
- Khi ΔS < 0 và ΔH < 0, quá trình tỏa nhiệt sẽ là tự phát ở nhiệt độ thấp và không tự phát ở nhiệt độ cao.

Đối với hai trường hợp sau cùng, nhiệt độ mà ở đó tính tự phát thay đổi sẽ được xác định bởi độ lớn tương đối của ΔS và ΔH.

## Sử dụng entropy để xác định tính tự phát
Khi phân tích biến thiên entropy của một quá trình để xét tính tự phát, điều quan trọng là cần phải xét cẩn thận định nghĩa của hệ và môi trường xung quanh. Định luật thứ hai của nhiệt động lực học phát biểu rằng đối với một quá trình tự phát trong một hệ cô lập thì entropy của hệ tăng theo thời gian. Tuy nhiên, đối với hệ mở hay hệ kín, phát biểu phải được chỉnh sửa thành tổng entropy của tổng thể hệ và môi trường xung quanh phải tăng, hay là,
{\displaystyle \Delta S_{\text{tổng thể}}=\Delta S_{\text{hệ}}+\Delta S_{\text{môi trường}}\geq 0\,.}
Tiêu chí này do đó có thể được sử dụng để giải thích bằng cách nào mà entropy của một hệ mở hay hệ kín giảm trong một quá trình tự phát. Một sự giảm trong entropy của hệ chỉ có thể xảy ra tự phát nếu biến thiên entropy của môi trường xung quanh có dấu dương và độ lớn lớn hơn biến thiên entropy của hệ:
{\displaystyle \Delta S_{\text{môi trường}}>\left|\Delta S_{\text{hệ}}\right|.}
Đối với hệ kín, sự tăng entropy của môi trường xung quanh được thực hiện bởi sự truyền nhiệt từ hệ tới môi trường xung quanh (tức là quá trình là tỏa nhiệt).